# Stan łaski
Stan łaski (oryg. State of Grace) – film z 1990 roku w reżyserii Phila Joanou.

## Fabuła
Irlandczyk Terry Noonan, po 12 latach wraca do dzielnicy slumsów na Manhattanie. Rządzi tam irlandzki gang pod wodzą Frankiego Flannery’ego. Dzięki jego bratu Jackiemu, Terry zostaje członkiem gangu. Kocha ich siostrę Kathleen, która jako jedyna żyje uczciwie. Wszystko się komplikuje, gdy dochodzi do morderstwa, a Terry podejrzewa Frankiego. Nikt nie wie, że Terry jest policjantem rozpracowującym środowisko przestępcze. Terry musi dokonać wyboru. Po śmierci Jackiego Terry ma już pewność, że za śmiercią Steve’a i Jacka stoi Frankie. Na pogrzebie brata Frankie udaje kochającego brata i pociesza Kathleen. Terry widząc to wyjawia, że był w porcie podczas śmierci Jacka i otwarcie wypowiada Frankiemu wojnę przyznając się, że był policjantem. Frankie wydaje wyrok śmierci na Terry’ego. Nazajutrz Terry, po nocy spędzonej na dworcu wraca do pubu gdzie mieszka. Widząc go Pat Nicholson sięga po leżący na barze pistolet i chce zastrzelić Terry’ego, ale policjant wyjmuje swoją broń i kilkakrotnie rani Pata. Mężczyzna ginie. Następnie Terry’ego próbuje zabić dwóch ludzi Frankiego, ale i oni zostają zastrzeleni. Jednak jeden z nich zdołał trafić Terry’ego w nogę. Gdy Terry przeładowuje broń na schodach prowadzących na piętro pojawia się Richie-kolejny człowiek Frankiego. Richie rani Terry’ego w ramię gdy ten chce strzelać. Chwilę później Terry bierze się w garść i unika 2 -óch kolejnych strzałów, a następnie sam ostrzeliwuje Richiego. Dwie kule trafiają gangstera i zabijają go na miejscu. W końcu z bocznego pomieszczenia wychodzi Frankie i zaczyna ostrzeliwać Terry’ego, ale większość pocisków chybia. Tylko jedna kula trafia Terry’ego w brzuch. Frankie jest tak zdeterminowany by zabić Terry’ego, że nie zauważa jak kończą mu się naboje. Terry momentalnie wykorzystuje okazję i strzela Frankiemu w głowę zabijając go. Dalsze losy Terry’ego są nieznane z uwagi na zakończenie filmu krótko po końcu strzelaniny.

## Obsada
- Ed Harris – Frankie Flannery
- Gary Oldman – Jackie Flannery
- Sean Penn – Terry Noonan
- John Turturro – Nick
- James Russo – DeMarco
- Marco St. John – Jimmy Cavello
- Jaime Tirelli – Alvarez
- Burgess Meredith – Finn
- Deirdre O’Connell – Irene
- Robin Wright – Kathleen Flannery